# Horde (logiciel)
Pour les articles homonymes, voir Horde.
Horde est un groupware (logiciel de groupe de travail) modulable et libre, utilisant PHP. 
Les applications sont sous diverses licences open source, et pour la plupart sous la
Licence publique générale GNU (GPL).

## Composants
Horde est un portail auquel il est possible d'ajouter différents composants dont :
- IMP : un webmail.
- INGO : c'est un système de mise en place de règles de filtrage des courriels.
- Turba : le carnet d'adresses.
- Kronolith : un agenda partagé.
- Gollem : un gestionnaire de fichiers.
- Nag : un gestionnaire de tâches à effectuer.
- Mnemo : un "post-it".